# 2B (gruppo musicale)
I 2B sono stati un duo musicale portoghese formato da Luciana Abreu e da Rui Drumond.
Hanno rappresentato il Portogallo all'Eurovision Song Contest 2005 con il brano Amar.

## Carriera
I 2B sono stati selezionati internamente dall'emittente radiotelevisiva portoghese RTP per rappresentare il paese all'Eurovision Song Contest 2005. La loro canzone Amar, cantata in inglese e portoghese, è stata presentata il 31 marzo 2005. Alla semifinale dell'Eurovision, che si è tenuta il successivo 19 maggio a Kiev, si sono piazzati al 17º posto su 25 partecipanti con 51 punti ottenuti, non riuscendo a qualificarsi per la finale. Hanno comunque goduto di grande popolarità in Francia, Germania e Svizzera, dove sono stati i più televotati della serata; in Belgio sono invece risultati i secondi preferiti dal pubblico. Dopo il loro scioglimento in seguito al contest, hanno intrapreso carriere da solisti.

## Discografia

### Singoli
- 2005 – Amar